# Цимбалюк Інна Анатоліївна
І́нна Анато́ліївна Цимбалю́к (нар. 11 червня 1985, Чернівці) — українська фотомодель, акторка та телеведуча, Міс Україна — Всесвіт-2006.
Народилася 11 червня 1985 року у місті Чернівці в родині середнього достатку. Батько (Анатолій Цимбалюк) «керував туризмом» в Чернівецькій області, а мати (Лариса Цимбалюк) працювала вчителькою — спочатку викладала фізику, а потім працювала вчителькою молодших класів. Інна була довгоочікуваною дитиною в сім'ї, адже вона з'явилась на світ через 10 років після весілля батьків.

## Міс Україна-Всесвіт
У 2006 році завоювала престижний титул Міс Україна — Всесвіт і вирушила до Лос-Анджелеса боротися за звання Міс Всесвіт. Не вдалося зайняти перше місце, але вперше за багатолітню історію найпрестижнішого конкурсу краси представниця України 21-річна студентка, увійшла до 20-ки фіналісток і стала однією з найкрасивіших дівчат.

## Захоплення та інтереси
Захоплюється йогою з 2014 року.

## Телебачення
У вересні 2008 року вперше спробувала себе в ролі ведучої проекту «Танцюю для тебе» на українському телеканалі 1+1. Пізніше, керівництво каналу запросило Цимбалюк вести продовження танцювального шоу «Танцюю для тебе-2» і «Танцюю для тебе-3». У червні 2009 року Інна Цимбалюк була постійною ведучою програми «Погода» на 1+1.
У 2012 році була ведучою проєкту «Королева балу» разом з Тео Деканом і Євгеном Калкатовим на телеканалі ТЕТ.

## Сім'я
У червні 2015 року Інна народила доньку від бізнесмена Ігоря Пестрикова.

## Фільмографія
| Рік       |    | Українська назва                | Оригінальна назва | Роль            |
| --------- | -- | ------------------------------- | ----------------- | --------------- |
| 2007      | с  | Серцю не накажеш                |                   | Марія           |
| 2007      | ф  | Вітчим                          |                   | Марія           |
| 2007      | ф  | Ван Гог не винен                |                   | секретарка      |
| 2007      | ф  | Сім днів до весілля             |                   | Вілена          |
| 2007      | ф  | Божевільний листопад            |                   | ведуча          |
| 2008      | ф  | Новорічна сімейка               |                   | Марія           |
| 2008      | с  | Рідні люди                      |                   | Світлана        |
| 2009      | ф  | Гувернантка                     |                   | Ілона           |
| 2009      | ф  | Червоні грона горобини          |                   | Світлана        |
| 2010      | ф  | Антиснайпер. Постріл з минулого |                   | Тамара          |
| 2010      | ф  | Якби я тебе кохав               |                   | Тома            |
| 2010      | с  | Тільки любов                    |                   | Іванна          |
| 2010—2011 | с  | Єфросинія                       |                   | Ольга           |
| 2010      | мф | Ржевський проти Наполеона       |                   | гостя балу      |
| 2010      | мф | Історія іграшок 3               |                   | Барбі (озвучка) |